# Осьниця
Осьниця (пол. Ośnica) — село в Польщі, у гміні Карнево Маковського повіту Мазовецького воєводства. Населення — 68 осіб (2011).

## Історія
У 1975—1998 роках село належало до Цехановського воєводства.

## Демографія
Демографічна структура станом на 31 березня 2011 року:
|          | Загалом | Допрацездатний вік | Працездатний вік | Постпрацездатний вік |
| -------- | ------- | ------------------ | ---------------- | -------------------- |
| Чоловіки | 32      | 4                  | 24               | 4                    |
| Жінки    | 36      | 9                  | 19               | 8                    |
| Разом    | 68      | 13                 | 43               | 12                   |

## Особистості

### Народилися
- Гжегож Мотика (нар. 1967) — польський історик, дослідник історії українсько-польського протистояння середини 1940-х років.